# صموئيل هاريسون سميث (صحفي)
صموئيل هاريسون سميث (بالإنجليزية: Samuel Harrison Smith)‏ هو صحفي أمريكي، ولد في 1772 في فيلادلفيا في الولايات المتحدة، وتوفي في 1 نوفمبر 1845 في واشنطن العاصمة في الولايات المتحدة.